# Roccavione
Roccavione (en français, Rocavion) est une commune italienne de la province de Coni dans la région Piémont en Italie.

## Administration
| Période                                  | Période     | Identité        | Étiquette     | Qualité |
| ---------------------------------------- | ----------- | --------------- | ------------- | ------- |
| 6 june 2004                              | 7 june 2009 | Arnaldo Giraudo | liste civique | Maire   |
| 8 june 2009                              | 26 mai 2014 | Germana Avena   | liste civique | Maire   |
| 26 mai 2014                              | En cours    | Germana Avena   | liste civique | Maire   |
| Les données manquantes sont à compléter. |             |                 |               |         |

### Communes limitrophes
Borgo San Dalmazzo, Boves (Italie), Roaschia, Robilante, Valdieri